# 李斉賢
李 斉賢（イ・ジェヒョン、り せいけん、至元24年12月24日（1288年1月28日） - 至正27年7月29日（1367年8月24日））は、高麗・李氏朝鮮の政治家・儒学者・詩人。もとの名は之公。字は仲思、号は益斎・櫟翁。諡号は文忠。朝鮮における朱子学普及に努めるとともに、元との関係調整に尽くして高麗の存続に尽力した。

## 略歴
検校政丞李瑱の子として慶州に生まれる。14歳で科挙に合格し、22歳で芸文春秋館に入る。また、李氏朝鮮における朱子学の祖である白頤正の門下生となる。
1320年、子の忠粛王に位を譲っていた前王忠宣王が、滞在中の元において突如讒言によって捕らえられて吐蕃（チベット）へと流される。これを機に一部の親元派高官が権力の拡張を図り、1323年には高麗の元への併合の申し出が行われた（立省問題）。これを憂慮した李斉賢は元の政堂に対して高麗併合は元の長期的利益にはならない事を説いて、計画を中止させた。また、この年には遠くチベットへと旅立って忠宣王を見舞っている。
1339年、忠粛王が亡くなり忠恵王が立つと、元の信頼の低い忠恵王の廃位を計画する親元派の画策で王が2度にわたって元軍に捕らえられると、元の宮廷に出向いて王を弁護した。その後恭愍王が即位すると、権征東行省事（元の官職で正官は高麗王の兼務）に任じられ、1356年に金城侯・門下侍中に任じられて宰相の任を帯びた。1357年には引退して著作活動に専念したが、大事の際には度々王から諮問されたという。1374年には恭愍王廟に合祀された。
儒学者として多くの門人を育てて朱子学の普及に努める一方、度々の元訪問を通じて多くの文人と交わった。また、忠烈王から忠粛王までの3代の実録や国史の編纂などに従事したが現在では散逸している。現在では随筆集『櫟翁稗説』・詩文集『益斎乱藁』が現存している。